# Provincia imperiale

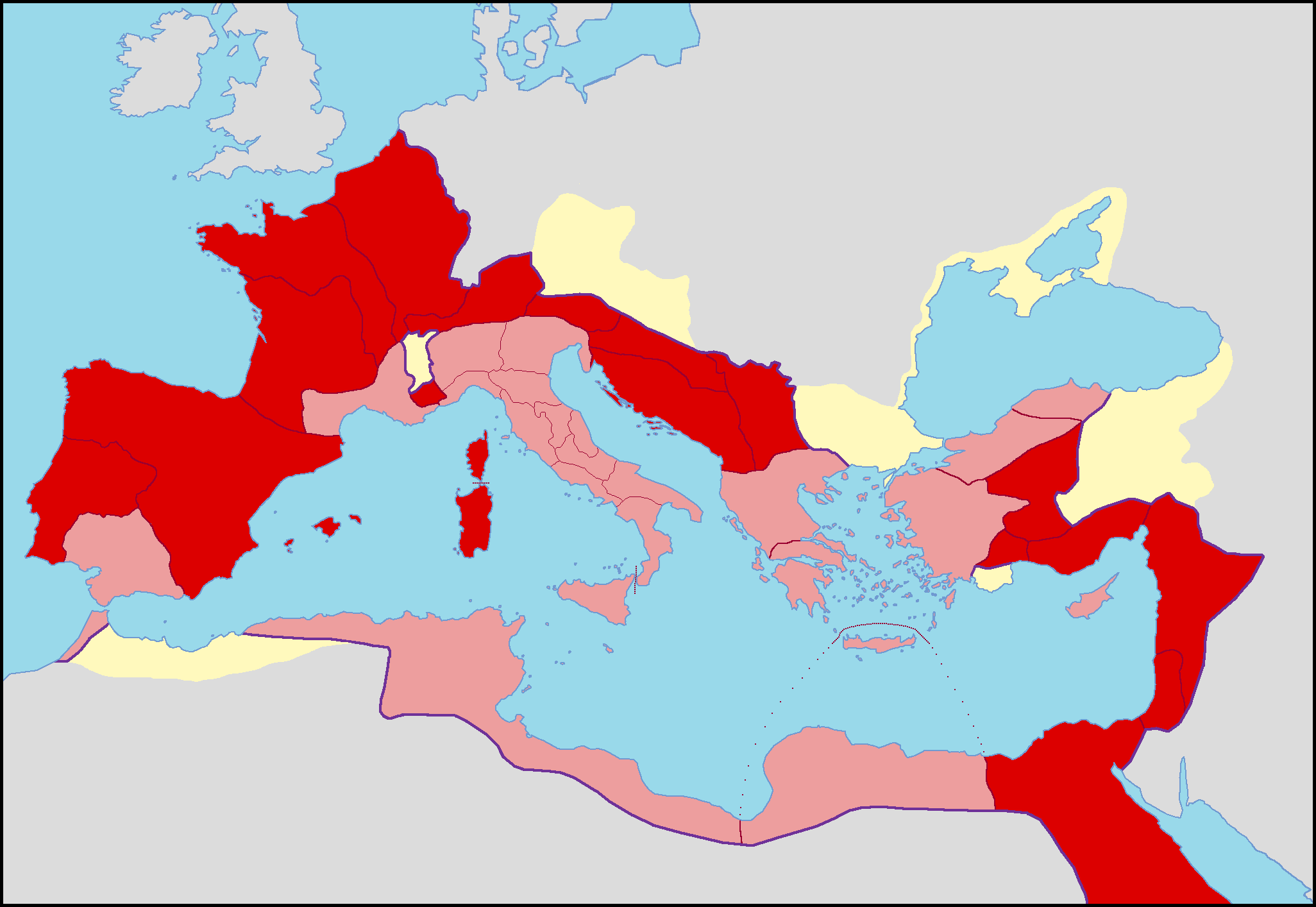
Province senatorie (in rosa) e imperiali (in rosso) e i regni "Clienti" (in giallo) nel 14, al tempo di Augusto

Una provincia imperiale era una provincia romana il cui governatore era nominato direttamente ed unicamente dall'imperatore. Queste province erano spesso province di confine, strategicamente e militarmente importanti per la sicurezza dell'Impero o comunque quelle non del tutto pacificate o nelle quali erano da poco scoppiate guerre o rivolte.
Si trattava di tutte le province, esclusa l'Africa proconsolare dove erano presenti delle unità legionarie lungo l'intero limes romano, soprattutto nei suoi tratti renano-danubiano-orientale.

## La riforma augustea
Con l'avvento del principato di Augusto l'amministrazione provinciale venne riorganizzata. Alcune province, che necessitavano per la difesa di uno stabile presidio legionario o che erano di fondamentale importanza per le finanze dello Stato, rimasero sotto il diretto controllo dell'imperatore, in forza dell'imperium proconsulare maius che gli era stato attribuito a vita. Si trattava delle province prossime al limes, comunque di nuova costituzione; lo scopo ultimo, non troppo celato, era tuttavia il controllo della pressoché totalità delle legioni da parte dell'imperatore. Questa prima divisione avvenne nel 27 a.C.. Tra le province imperiali troviamo: la Hispania Tarraconensis, la Hispania Lusitania, la Gallia Comata (o Tres Galliae), la Gallia Narbonensis (divenuta poi provincia senatoria dal 22 a.C.), la Siria (a cui fu unita la Cilicia e Cipro fino al 22 a.C.) e l'Egitto. A partire dal 22 a.C. Augusto cedette al Senato le province della Narbonense e di Cipro ottenendo in cambio quella dell'Illyricum.
Nelle province l'imperatore inviava un proprio rappresentante di rango senatorio, il legatus Augusti pro praetore (un ex-pretore o un ex-console), nominato al di fuori del cursus honorum e per un periodo di tempo variabile, secondo la volontà dell'imperatore; al legato era affiancato un procurator Augusti di rango equestre preposto alla riscossione tributaria e al pagamento del soldo all'esercito, nonché un legatus legionis per ogni legione presente sul territorio (solo nel caso ve ne fosse più d'una). A partire da Claudio, fu creata una nuova categoria di province, cosiddette procuratorie, nelle quali il principe inviava un procurator Augusti di rango equestre, il quale aveva piena giurisdizione in campo militare, giudiziario e finanziario. In queste province erano stanziate solamente truppe ausiliarie. A questo sistema, faceva eccezione, già al tempo di Augusto, la prima provincia imperiale per costituzione, ovvero l'Egitto, la quale era assegnata ad un Praefectus Aegypti di rango equestre e di nomina imperiale, e che, unico fra i governatori equestri, aveva al proprio comando una o più legioni.
La suddivisione in province senatorie e imperiali venne effettuata da Augusto nel 27 a.C. Tutte le nuove province da allora costituite furono incluse fra le province imperiali.
Al tempo di Augusto le province imperiali senatorie (legatarie) erano:
| Provincia                                                        | Statuto                   | Governatore                          | Capitale                                                   | Note                                                                                       |
| ---------------------------------------------------------------- | ------------------------- | ------------------------------------ | ---------------------------------------------------------- | ------------------------------------------------------------------------------------------ |
| Aquitania                                                        | imperiale                 | Legato imperiale di rango pretorio   | Burdigala (Bordeaux, Francia)                              |                                                                                            |
| Galazia (Galatia)                                                | imperiale                 | Legato imperiale di rango pretorio   | Ancyra o Sebaste Tectosagum (Ankara, Turchia)              | Tra Vespasiano e Traiano riunita con la Cappadocia.                                        |
| Gallia Belgica (Gallia Belgica)                                  | imperiale                 | Legato imperiale di rango pretorio   | Durocortorum (Reims, Francia)                              |                                                                                            |
| Gallia Lugdunense (Gallia Lugdunensis) o Gallia Celtica          | imperiale                 | Legato imperiale di rango pretorio   | Lugdunum (Lione, Francia)                                  |                                                                                            |
| Germania (Germania Magna)                                        | imperiale dal 6 al 9 d.C. | Legato imperiale di rango consolare? | Aliso (Haltern, Germania)                                  | tra il 12 a.C. ed il 6 d.C. era forse unita alla Gallia Lugdunense                         |
| Illirico inferiore (Illyricum inferius) poi Pannonia (Pannonia)  | imperiale da 9/14 d.C.    | Legato imperiale di rango pretorio   | Carnuntum (tra Petronell e Bad Deutsch-Altenburg, Austria) |                                                                                            |
| Illirico superiore (Illyricum superior), poi Dalmazia (Dalmatia) | imperiale                 | Legato imperiale di rango consolare  | Salona (Croazia)                                           | In precedenza (nel 27 a.C.) era una provincia senatoria, poi dal 22 a.C. divenne imperiale |
| Licia e Panfilia (Lycia et Pamphylia)                            | imperiale                 | Legato imperiale di rango pretorio   |                                                            | dal 135 provincia senatoria                                                                |
| Lusitania (Lusitania)                                            | imperiale                 | Legato imperiale di rango pretorio   | Emerita Augusta (Merida, Spagna)                           |                                                                                            |
| Mesia (Moesia)                                                   | imperiale dal 6?          | Legato imperiale di rango consolare  |                                                            |                                                                                            |
| Numidia (Numidia)                                                | imperiale                 | Legato imperiale di rango pretorio   | Cirta (Costantina, Algeria)                                |                                                                                            |
| Siria (Syria)                                                    | imperiale                 | Legato imperiale di rango consolare  | Emesa (Homs, Siria)                                        |                                                                                            |
| Tarraconense (Hispania Tarraconensis)                            | imperiale                 | Legato imperiale di rango consolare  | Tarraco (Tarragona, Spagna)                                |                                                                                            |

Le province imperiali equestri erano invece governate da numerosi procuratores Augusti e due praefecti (fino a Settimio Severo):
| Provincia                                                 | Statuto                                                     | Governatore                                                                                         | Capitale                                                                            | Note |
| --------------------------------------------------------- | ----------------------------------------------------------- | --------------------------------------------------------------------------------------------------- | ----------------------------------------------------------------------------------- | --- |
| Alpi Cozie (Alpes Cottiae)                                | imperiale                                                   | procurator Augusti                                                                                  | Segusio (Susa, Italia)                                                              | |
| Alpi Atrectiane (Alpes Atrectianae)                       | imperiale                                                   | procurator Augusti                                                                                  | Forum Claudii Ceutronum (Aime-en-Tarentaise, Francia)                               | Dall'età severiana riunita alla Alpi Pennine o Valle Pennina. |
| Alpi Marittime (Alpes Maritimae)                          | imperiale                                                   | procurator Augusti                                                                                  | Eburodunum (Embrun, Francia)                                                        | |
| Alpi Pennine (Alpes Poeninae)                             | imperiale                                                   | procurator Augusti                                                                                  | Forum Claudii Vallensium (Martigny, Svizzera)                                       | Mai provincia autonoma. Con Claudio unita alla Rezia. Da Settimio Severo unita alle Alpi Graie |
| Cappadocia (Cappadocia)                                   | prefettura distrettuale (dal 17 d.C.) (?) sino a Vespasiano | praefectus Cappadociae da Tiberio (?)                                                               | Caesarea (Kayseri, Turchia)                                                         | Da Tiberio era verosimilmente amministrata da un prefetto e annessa alla provincia di Siria (vd. Iudaea). Poi da Vespasiano a Traiano riunita alla Galazia sotto un legato imperiale di rango consolare.                                                                      |
| Dacia Inferior e Porolissensis                            | imperiale                                                   | procurator Augusti dal 119/158                                                                      |                                                                                     | Nel 119/158 la Dacia è divisa in: Superior, Inferior e Porolissensis. La prima amministrata da un legato imperiale di rango pretorio, mentre le ultime due da un procurator Augusti.                                                                                          |
| Epiro (Epirus)                                            | imperiale                                                   | procurator Augusti dal 108 d.C.                                                                     | Nicopoli d'Epiro (Grecia)                                                           | |
| Giudea (Iudaea) parte della Siria (Syria) sino al 66 d.C. | prefettura distrettuale (dal 6 d.C.)                        | praefectus Iudaeae                                                                                  | Caesarea Maritima                                                                   | La Iudaea fu inizialmente solo una prefettura interna alla provincia di Siria . Da Claudio provincia procuratoria. A partire da Vespasiano annessa integralmente alla Siria sotto l'autorità di un legato imperiale di rango pretorio e a partire dal 135 di rango consolare. |
| Mauretania Cesariense (Mauretania Caesariensis            | imperiale (dal 40 d.C.)                                     | procurator Augusti                                                                                  | Caesarea (Cherchell, Algeria)                                                       | |
| Mauretania Tingitana (Mauretania Tingitana)               | imperiale (dal 40 d.C.)                                     | procurator Augusti                                                                                  | Tingis (Tangeri, Marocco)                                                           | |
| Norico (Noricum)                                          | imperiale (da Augusto/Claudio)                              | procurator Augusti almeno fino al 170                                                               | Virunum (Zollfeld, Austria)                                                         | sotto Marco Aurelio viene posta a difesa di questo tratto di limes danubiano una nuova legione; |
| Rezia (Raetia)                                            | imperiale (dal 15 a.C.)                                     | procurator Augusti almeno fino al 170                                                               | Cambodunum (Kempten), poi dalla fine del I secolo d.C. Augusta Vindelicum (Augusta) | sotto Marco Aurelio viene posta a difesa di questo tratto di limes danubiano una nuova legione; |
| Sardegna e Corsica (Sardinia et Corsica)                  | imperiale/senatoria                                         | praefectus Sardiniae da Tiberio; procurator Augusti et praefectus (provinciae) Sardiniae da Claudio | Carales (Cagliari, Italia)                                                          | Amministrata da un prefetto dal 6 d.C. a Claudio, poi da un prefetto e procuratore; passata in diverse occasioni a provincia senatoria. Il titolo ufficiale del governatore era quello di prefetto.                                                                           |
| Tracia (Thracia)                                          | imperiale (dal 46 d.C.)                                     | procurator Augusti                                                                                  | Philippopolis (Filippopoli, Bulgaria)                                               | a partire da Traiano governata da un Legato imperiale di rango pretorio |
| Egitto (Aegyptus)                                         | imperiale dal 30 a.C.                                       | praefectus Alexandreae et Aegypti                                                                   | Alexandrea (Alessandria, Egitto)                                                    | |
| Mesopotamia (Mesopotamia et Oshroenae)                    | imperiale dal 30 a.C.                                       | Praefectus Mesopotamiae                                                                             | Nisibis (Nisibi, Turchia)                                                           | Provincia istituita a partire dal 198, sotto Settimio Severo |

## Le province imperiali dopo Augusto fino a Settimio Severo

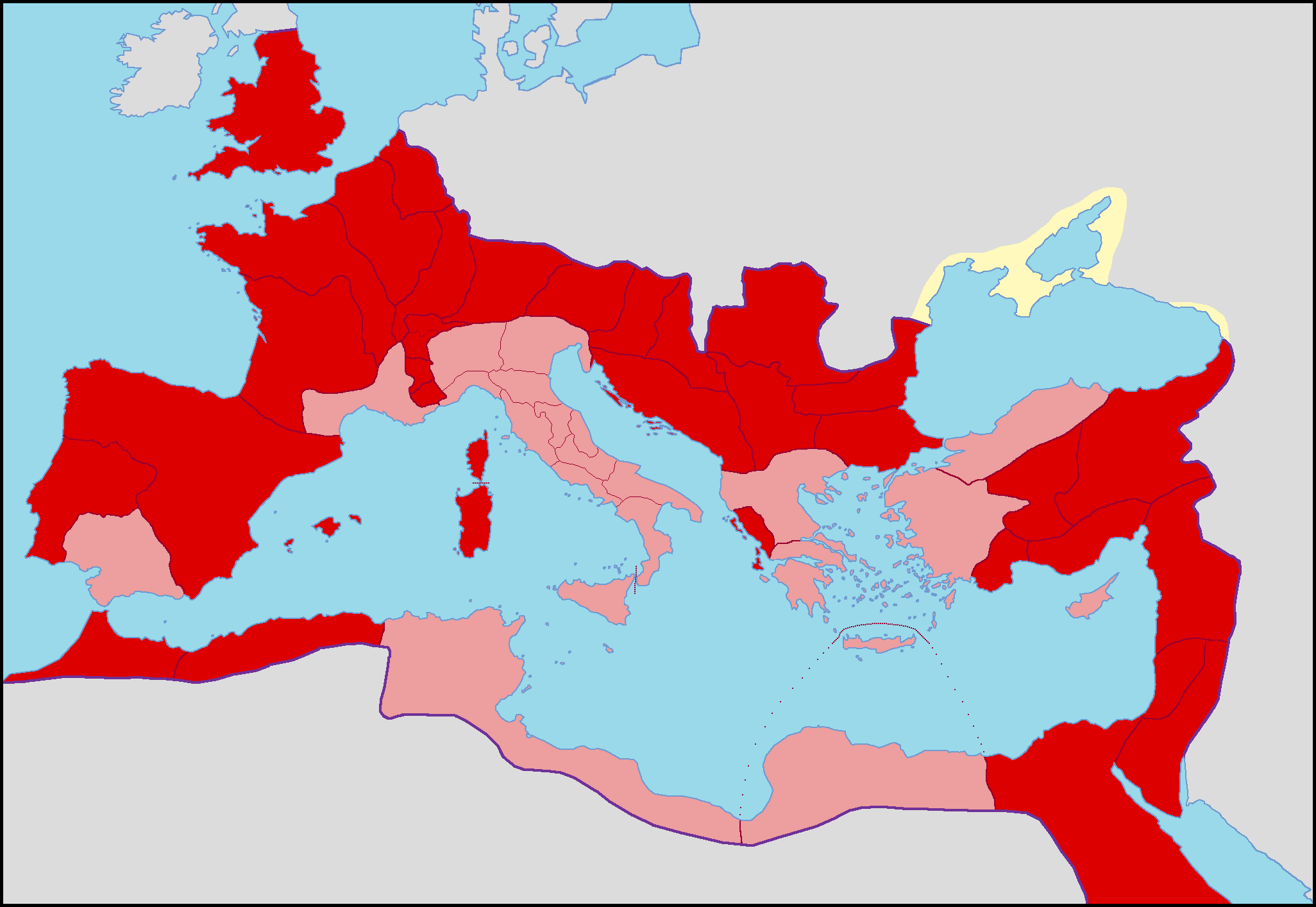
Province senatorie ed imperiali nel 120
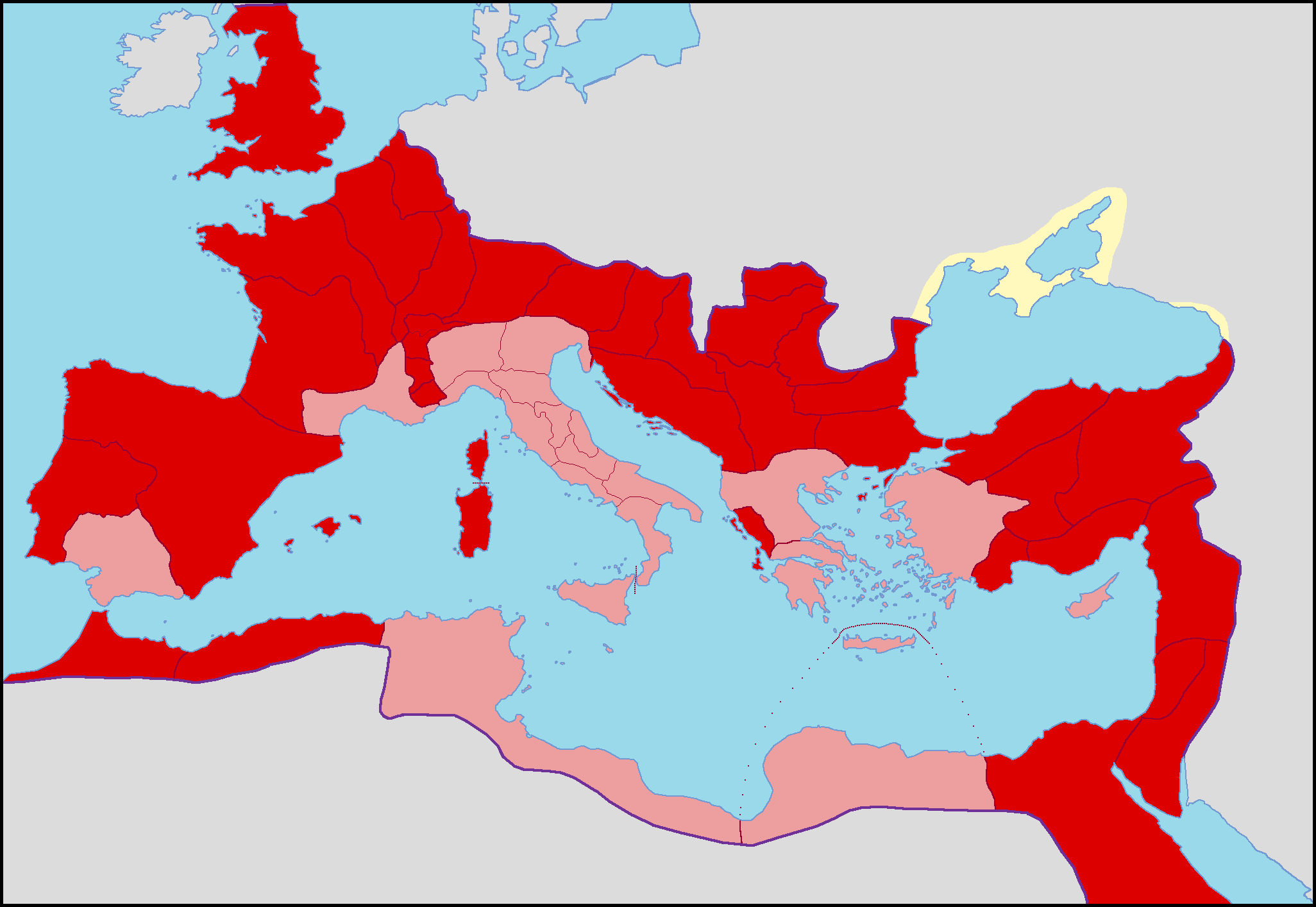
Province senatorie ed imperiali nel 150
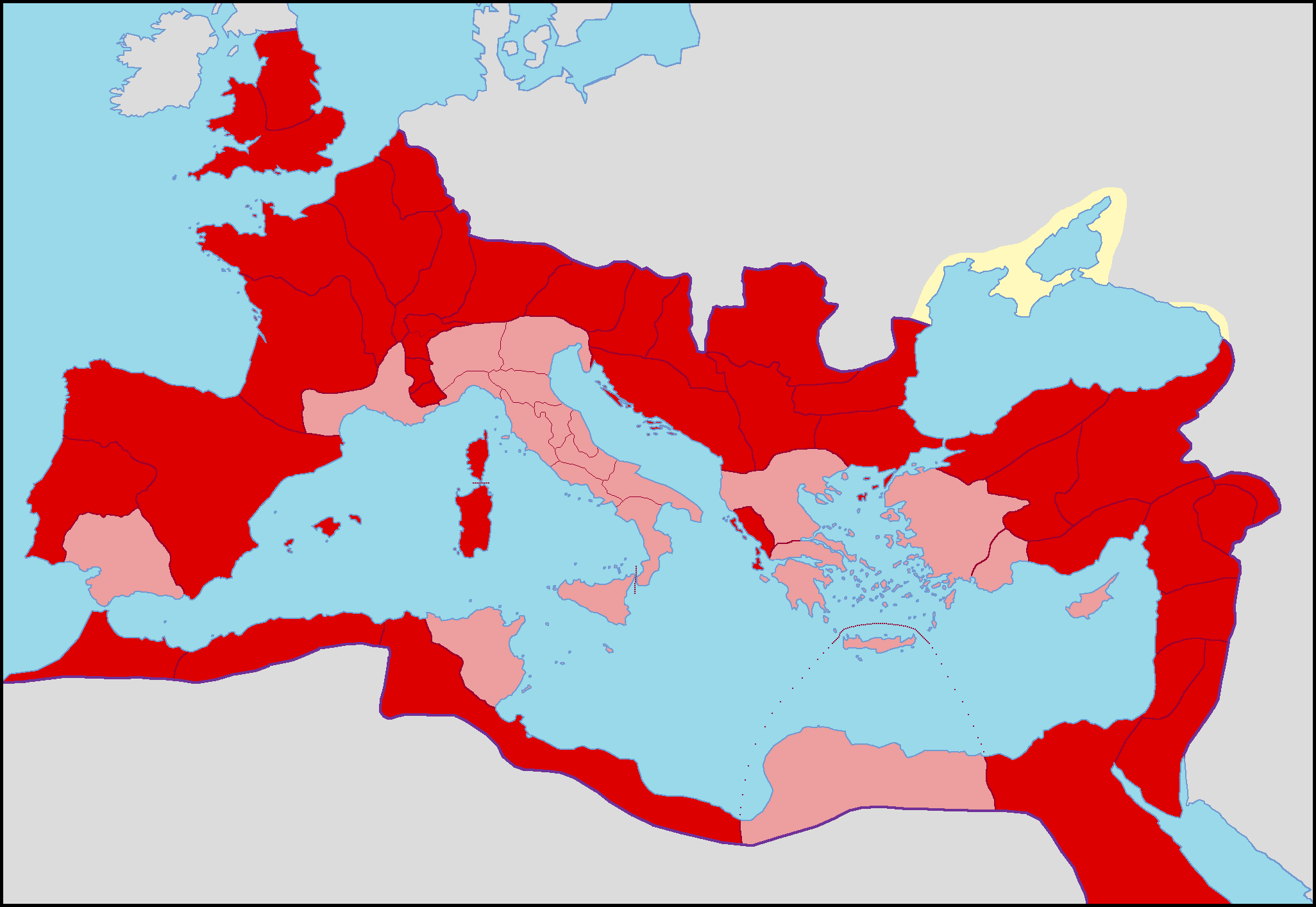
Province senatorie ed imperiali nel 210